# 宁沃尔德
宁沃尔德是德国石勒苏益格－荷尔斯泰因州的一个市镇。总面积9.19平方公里，总人口463人，其中男性229人，女性234人（2011年12月31日），人口密度50人/平方公里。